# Smrt je mým řemeslem
Smrt je mým řemeslem (org. La mort est mon métier) je válečný psychologický román z roku 1952, který napsal francouzský spisovatel Robert Merle.

## Charakteristika
Je zpovědí Rudolfa Langa (ve skutečnosti Rudolfa Hösse).
V roce 2017 vyšlo jako audiokniha, kterou načetl Norbert Lichý.